# Anno Hecker
Anno Hecker (* 2. August 1964 in Köln) ist ein deutscher Sportjournalist.

## Werdegang
Hecker wuchs im Bergischen Land auf, absolvierte 1983 das Abitur an einem humanistischen Gymnasium und nahm nach dem Wehrdienst im Streichorchester der Bundeswehr in Siegburg 1984 in Köln ein Diplomstudium in den Fächern Geschichte und Sport auf. Beim Deutschlandfunk absolvierte er während des Studiums ein Praktikum und wurde fester freier Mitarbeiter (Autor und Moderator) der Sportredaktion. Zudem schrieb er unter anderem für die Süddeutsche Zeitung. Nach Abschluss des Studiums begann Hecker 1989 ein Volontariat beim Deutschen Depeschendienst in Bonn. Im Mai 1991 wurde er bei der Frankfurter Allgemeinen Zeitung Mitglied der Sportredaktion, deren Leitung er im Juli 2012 als Nachfolger von Jörg Hahn antrat.
Zu Heckers Fachgebieten gehört Doping im Sport. Zu diesem Themenbereich veröffentlichte er auch mehrere Aufsätze in der Zeitschrift Olympisches Feuer und trug 2011 einen Beitrag zu einer Festschrift für den in der Dopingforschung beschäftigten Sportpädagogen Gerhard Treutlein bei. Basketball, Motorsport, Fußball, Olympia, Sportpolitik und Wintersport zählen ebenfalls zu den Schwerpunkten von Heckers journalistischer Arbeit. Hecker gehört der Jury der Hall of Fame des deutschen Fußballs an.